# مهرداد (سرباز)
مهرداد (پارسی باستان: 𐎷𐎡𐎰𐎼𐎭𐎠𐎫 Miθradāta؛ مرگ در ۴۰۱ پیش از میلاد) سرباز ایرانی جوانی در ارتش اردشیر دوم هخامنشی بود که مطابق گفته‌های پلوتارک تصادفاً کوروش کوچک را در نبرد کوناکسا کشت.